# Schlüsseldatei
Eine Schlüsseldatei (englisch Keyfile) ist eine Datei, die einen oder mehrere kryptografische Schlüssel enthält. Schlüsseldateien dienen der Kennwortverwaltung zur Ver- und Entschlüsselung oder zur Speicherung von Lizenzschlüsseln.

## Vor- und Nachteile
Die Schlüsseldatei ist eine Alternative zur manuellen Eingabe eines Kennworts. Damit können deutlich längere und komplexere Schlüssel verwendet werden und es besteht nicht mehr die Gefahr, das Kennwort zu vergessen. Allerdings kann die Schlüsseldatei durch Datenverlust verlorengehen. Das Angriffsszenario bei einem Kennwort besteht aus Ausspähen (beispielsweise durch einen Keylogger) oder Erraten (beispielsweise durch einen Wörterbuchangriff); eine Schlüsseldatei ist dagegen vor unbefugtem Zugriff zu schützen, damit sie nicht kopiert wird. Häufig werden Schlüsseldateien deshalb zusätzlich mit einem Masterpasswort verschlüsselt.

## Praxis
Schlüsseldateien spielen beispielsweise bei einer Public-Key-Infrastruktur eine Rolle. Für verschiedene Anwendungen und Schlüsselarten gibt es unterschiedliche Standards, wie eine Schlüsseldatei aufgebaut ist, beispielsweise RFC 4716 für Secure Shell (SSH). Bei einigen Anwendungen, zum Beispiel TrueCrypt, ist es auch möglich, eine beliebige Datei als Schlüssel zu verwenden und so das Vorhandensein eines Schlüssels zu verbergen (Steganographie).

## Beispiele
- Bei SSH werden öffentliche Schlüssel in der Datei authorized_keys und private Schlüssel in der Datei id_dsa gespeichert. Die Schlüsseldatei mit den öffentlichen Schlüsseln wird verbreitet, während die private Schlüsseldatei vor unbefugtem Zugriff gesichert werden muss.
- Bei PGP werden Schlüsseldateien mit öffentlichen Schlüsseln auch key rings genannt, diese können auf Schlüsselservern publiziert werden. Die private Schlüsseldatei wird durch eine pass phrase verschlüsselt geschützt.